# Giancarlo Marinelli
Giancarlo Marinelli (Bolonia, Italia; 4 de diciembre de 1915-1987) fue un jugador de baloncesto italiano. Consiguió 2 medallas de plata con Italia, en el Eurobasket de Letonia 1937 y en el de Suiza 1946.

## Trayectoria
- Virtus Pallacanestro Bologna (1933-1950)

## Palmarés
- LEGA: 4

Virtus Pallacanestro Bologna: 1945-1946, 1946-1947, 1947-1948, 1948-1949